# بالهاوزن
بالهاوزن (به آلمانی: Ballhausen) یک شهر در آلمان است که در اونستروت-هاینیش واقع شده‌است. بالهاوزن ۹۳۹ نفر جمعیت دارد.